# 科学スペシャル
『科学スペシャル』（かがくスペシャル）は、1986年10月8日から同年11月19日までテレビ東京系列局で放送されていたテレビ東京製作の教養番組である。全7回。放送時間は毎週水曜 19:00 - 19:54 （日本標準時）。

## 概要
絶え間なく変化し続ける地球をテーマにした科学教養番組で、柳生博が司会を務めていた。
番組の終了後、同時間帯では翌年2月に次のレギュラー番組『よろしく!すねかじり ゲーム&クイズ』がスタートするまでしばらくつなぎ番組が続いた。

## サブタイトル
1. 生きている大地
2. 未知なる大地
3. 気象のミステリー
4. 宇宙からのシグナル
5. 大地の恵み
6. 神秘の光・オーロラのなぞ
7. 地球・その未来